# Nic. Stang

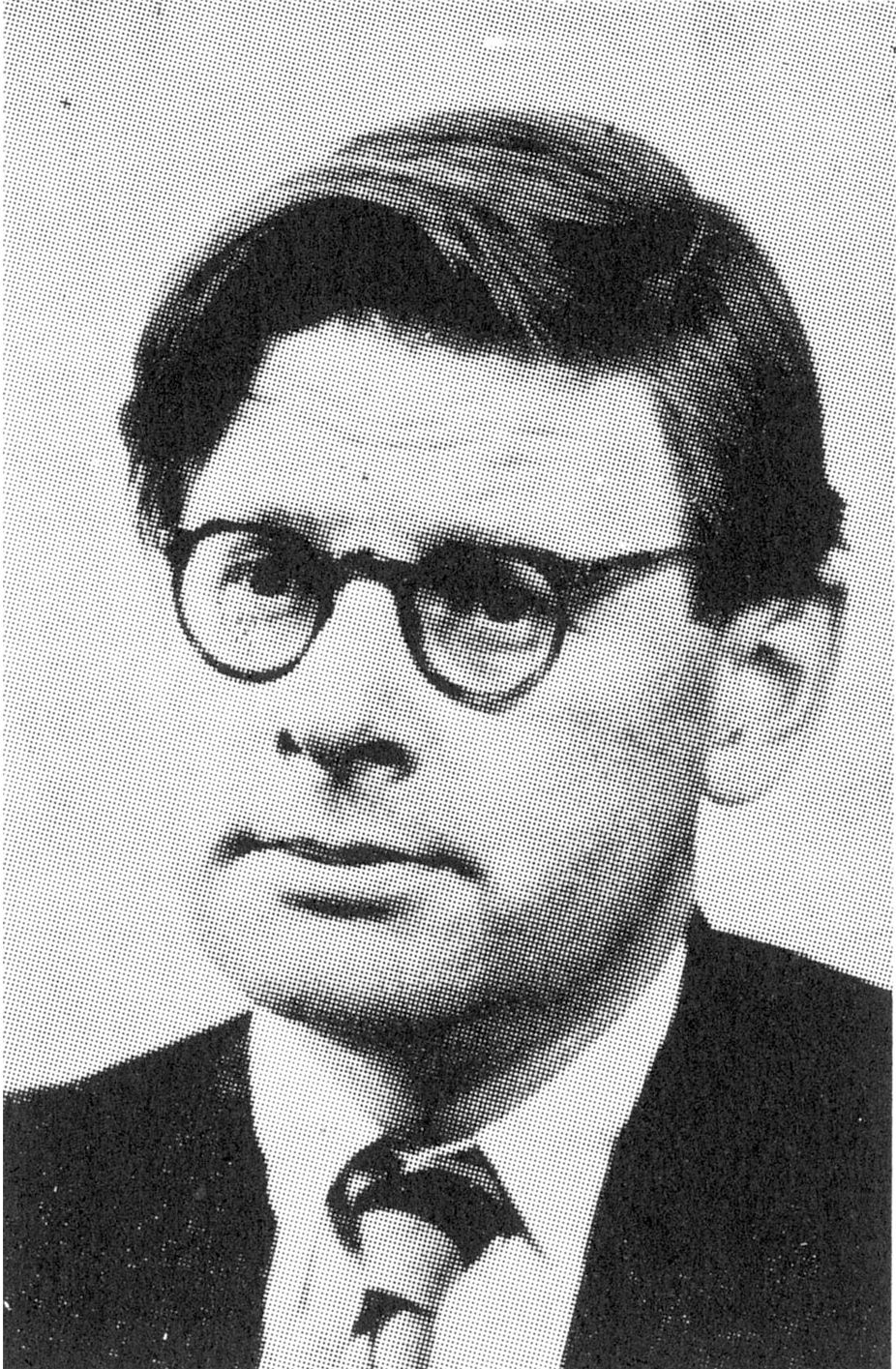
Nic. Stang (1908–1971)

Nicolay Milberg Stang, allgemein bekannt als Nic. Stang, (* 21. April 1908 in Kristiansand; † 15. Juli 1971 in Rostock) war ein norwegischer klassischer Philologe, Kunsthistoriker, Verlagslektor und Publizist. Nach dem Magistertitel in Latein führte ihn sein Interesse an populärwissenschaftlichen Themen zum Verlag von Johan Grundt Tanum, wo er zunächst antike Texte in Übersetzungen herausgab und dann dreißig Jahre lang als Hauptlektor beschäftigt war. Zusammen mit seiner Ehefrau Ragna Thiis Stang veröffentlichte er Studien über Politik und Kunst der florentinischen Renaissance. Während des Krieges war er im Konzentrationslager Grini inhaftiert. 1947 übernahm er die Chefredaktion der neu gegründeten literarischen Monatszeitschrift Vinduet. Er verfasste Lehrbücher für das Gymnasium, ein vierbändiges Konversationslexikon, eine Biografie von Edvard Munch, einige Essaybände und Zeitungskolumnen im Arbeiderbladet und im Dagbladet. Alle seine Bücher und Artikel veröffentlichte er als Nic. Stang – mit einem Punkt nach dem abgekürzten Vornamen Nicolay. Seine Polemik gegen die NATO und gegen Atomwaffen machte ihn in der DDR und in Bulgarien zu einem gern gesehenen Gast. Er starb während eines Besuchs der Ostseewoche in Rostock, wo im Folgejahr eine Straße nach ihm benannt wurde. Er hatte nie ein akademisches Amt inne, wurde aber 1964 von der norwegischen Regierung durch ein Staatsstipendium geehrt.

## Leben

### Eltern und Geschwister
Nicolay Stang war der jüngere Sohn des Lehrers Johan Ludvig Heyerdahl Stang (1874–1945) und der Emilie („Milly“) Charlotte Milberg (1876–1965). Er und sein älterer Bruder, Edvard Kristoffer Milberg Stang (1902–1962), wurden in Kristiansand geboren, wo der Vater Hilfslehrer (Adjunkt) an der Katedralskole war und die Familie in Østre Strandgate 59 im 2. Stock wohnte. Nach dem Umzug nach Hamar stieg der Vater zum Lektor (Lehrer) an der Høyere allmennskole (Höhere Allgemeinsschule) auf und die Familie war in Arvesens Vei 5 ansässig.

### Ausbildung
In Hamar, wo Nicolay die meiste Zeit seiner Jugend verbrachte, schloss er 1926 seine Schulbildung an der Domschule mit dem Examen artium på latinlinjen (Abitur mit Latein) ab. Anschließend studierte er klassische Philologie an der Universität Oslo, mit Zwischenaufenthalten an den Universitäten Lund, Berlin, München und Rom. 1933 erwarb er den Magistertitel (cand. philol.) mit Latein im Hauptfach.
Nic. Stang wurde von seinem akademischen Lehrer Samson Eitrem für anspruchsvolle Aufgaben der Textkritik in München und Leipzig empfohlen, zwei wichtigen Zentren der Klassischen Philologie. Er wurde daraufhin als Lektor der Bibliotheca Teubneriana und des Corpus Platonicum Medii Aevi angestellt. Gleichzeitig arbeitete Nic. an Ciceros gjengivelse av gresk filosofisk terminologi (Ciceros Wiedergabe der griechischen philosophischen Terminologie), als Beitrag zu einem Aufsatzwettbewerb in klassischen Fächern, den die Fakultät 1934 ausgeschrieben hatte. Die Arbeit wurde 1936 mit einer Goldmedaille ausgezeichnet. Da Nic. sie zu einer Dissertation ausbauen wollte, bemühte er sich nicht um eine Veröffentlichung des 200 Seiten starken Textes. In der Folge kam es weder zur Dissertation noch zur Veröffentlichung.

### Ehe und Kinder

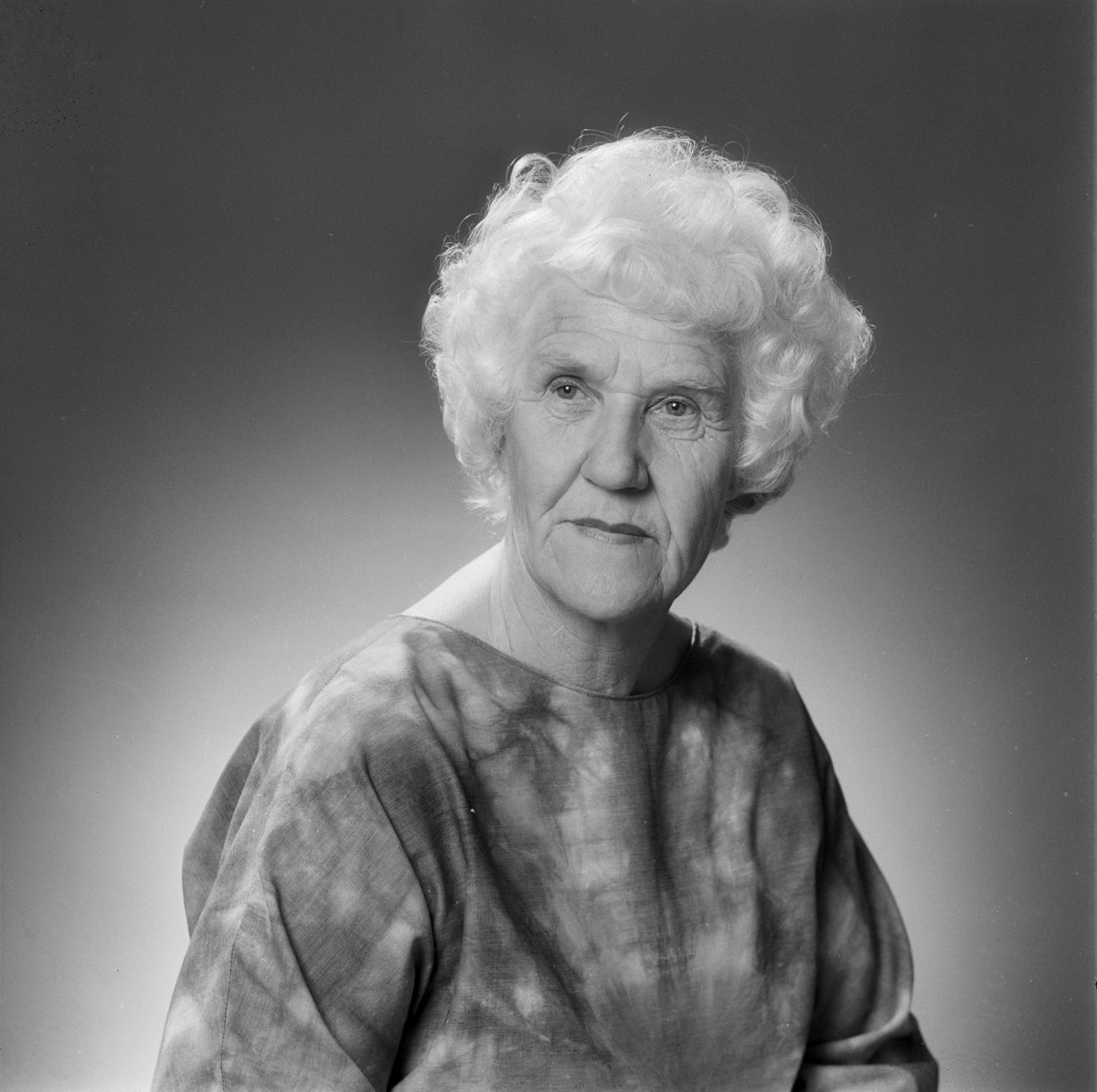
Ragna Thiis Stang (1909–1978), Fotografie 1977

Nic. Stang heiratete am 6. Januar 1934 in Oslo die Studentin der Kunstgeschichte Ragna Thiis (* 15. September 1909 in Christiania (Oslo); † 29. März 1978 in Kenia), Tochter des Kunsthistorikers und Museumsleiters Jens Thiis (1870–1942) und der Ragna Vilhelmine Dons (1870–1939) und Schwester des Trondheimer Dombaumeisters Helge Thiis. 1937 schloss Ragna ihr Studium ab und arbeitete zunächst als Dozentin im Norsk Folkemuseum. Ab 1947 leitete sie das Vigeland-Museum und ab 1966 sämtliche Kunstsammlungen der Stadt Oslo.
Aus der Ehe gingen zwei Töchter hervor. Tove Thiis Stang (* 1938) wurde Juristin, heiratete 1960 den Historiker Hans Fredrik Dahl und wurde unter dem Namen Tove Stang Dahl als Expertin für Familien- und Kinderrecht bekannt. Nina Thiis Stang (* 1944) arbeitete für das Friedenscorps und für Norad (Norwegian Agency for Development Cooperation) in Uganda und Kenia, wo sie elternlose und benachteiligte Kinder betreute.

### Verlag Johan Grundt Tanum
Während der ersten Ehejahre verdiente Nic. Stang den Lebensunterhalt der Familie als Lehrer, mit kurzfristigen Aushilfsstellen an verschiedenen Osloer Schulen. „In den 1930er Jahren waren die akademischen Möglichkeiten rar gesät. Norwegen war klein und hatte nur eine Universität.“ Da eine Auswanderung nach Deutschland wegen des Nationalsozialismus nicht mehr in Frage kam, spielte das Ehepaar im Winter 1935 ernsthaft mit dem Gedanken, ihre Studien in Moskau fortzusetzen, „nachdem sie von der sowjetischen Gesandtschaft darauf aufmerksam gemacht worden waren.“ Der Moskauer Prozess von 1936 machte diesen Plänen ein Ende.
Sein Interesse an populärwissenschaftlichen Themen führte Nic. Stang zum Verlag von Johan Grundt Tanum, für den er 1935–1962 als wichtigster Berater, Lektor, Herausgeber und Autor tätig war. Seine erste Verlagstätigkeit war die Buchreihe Så er sagt mit Übersetzungen u. a. von Herodot, Thukydides, Plutarch und Cicero. Mit August Lange verfasste er eine Weltgeschichte für Höhere Schulen. Und 1941 erschien als Gemeinschaftswerk des Ehepaars Stang – als erstes von vielen weiteren – eine Stilgeschichte, die noch nach über zwanzig Jahren neu aufgelegt wurde. Das Projekt einer Geschichte der Rohstoffe wurde nie umgesetzt, das Manuskript, an dem Nic. Stang vier Jahre lang gearbeitet hatte, blieb in der Schublade (und erhalten).
Zu Stangs Tätigkeit bei Tanum gehörte auch die Stelle als Redaktionssekretär für die von Kristian Schjelderup herausgegebene Zeitschrift Fritt ord (Freies Wort). Die Zeitschrift atmete den Geist des liberalen Christentums und der humanistischen Folkehøyskole. Nic. Stang schrieb dort 1935 seinen ersten großen Artikel, Vårt syn på antikken (Unsere Sicht des Altertums).

### Kriegszeit

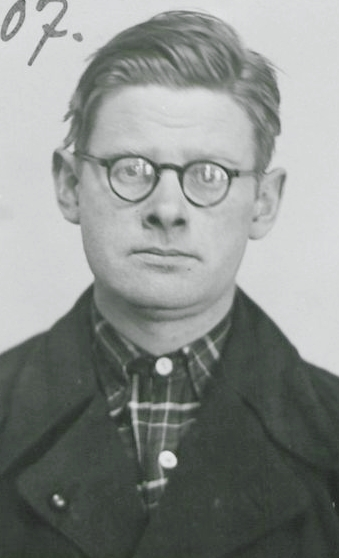
Das nach seiner Verhaftung aufgenommene Foto von Nic. Stang (1940)

Nach der Kapitulation der Norwegischen Truppen im Juni 1940 beteiligte sich Nic. Stang am Aufbau einer Spionageorganisation, die die Bewegungen der deutschen Kriegsschiffe aufzeichnete und über Schweden nach London meldete. Die riskanten Aktivitäten, für deren Bewältigung er die Möglichkeiten seines Verlagsbüros ausnutzte, führten am 30. November zu seiner Verhaftung. In den folgenden achtzehn Monaten wurde er in einer Einzelzelle in der Møllergata 19 festgehalten und durfte nur ein einziges Buch, das Neue Testament in griechischer Sprache, lesen. Der mitgefangene Sverre Løberg, sozialdemokratischer Parlamentarier der Nachkriegsjahre, erinnerte sich an ihn „als einen vernünftigen Mann, der immer ein Wort von Homer oder Vergil zum ironischen Trost parat hatte, wenn die Deutschen die Møllergata 19 mit Schreien und Tritten verwüsteten.“
Am 24. April 1942 wurde er in das Polizeigefängnis Grini verlegt, wo er von den Mitgefangenen nicht mehr isoliert war. Bei seiner Arbeit in der Buchbinderei des Lagers lernte er den Literaturhistoriker Francis Bull und den Verlagsdirektor Harald Grieg kennen und als Gesprächspartner schätzen. „Francis Bull war von seinem Mitgefangenen begeistert und bezeichnete ihn später neben Odd Nansen als seinen wichtigsten jungen Gefangenenfreund.“ Nic. Stang seinerseits widmete seine erste Essaysammlung, die nach der Befreiung erscheinende Demokratische Wiedergeburt, Francis Bull als „Freund, Mitgefangener, Humanist“.
Am 21. April 1943 wurde Nic. Stang gegen das Versprechen freigelassen, sich jeglicher illegaler Arbeit zu enthalten. Er begann nun mit der Arbeit an der soeben genannten Essaysammlung, einem Plädoyer für die norwegische Demokratie, die nach der zu erwartenden Befreiung vor neuen Herausforderungen stehen würde. Die „Predigt“, wie er sie selbst nannte, drückte Fortschrittsglauben aus und forderte in leicht zugänglicher Rhetorik die nationale Solidarität des norwegischen Volkes, wie sie Halvdan Koht in seinen historischen Schriften heraufbeschworen hatte.

### Hörfunk

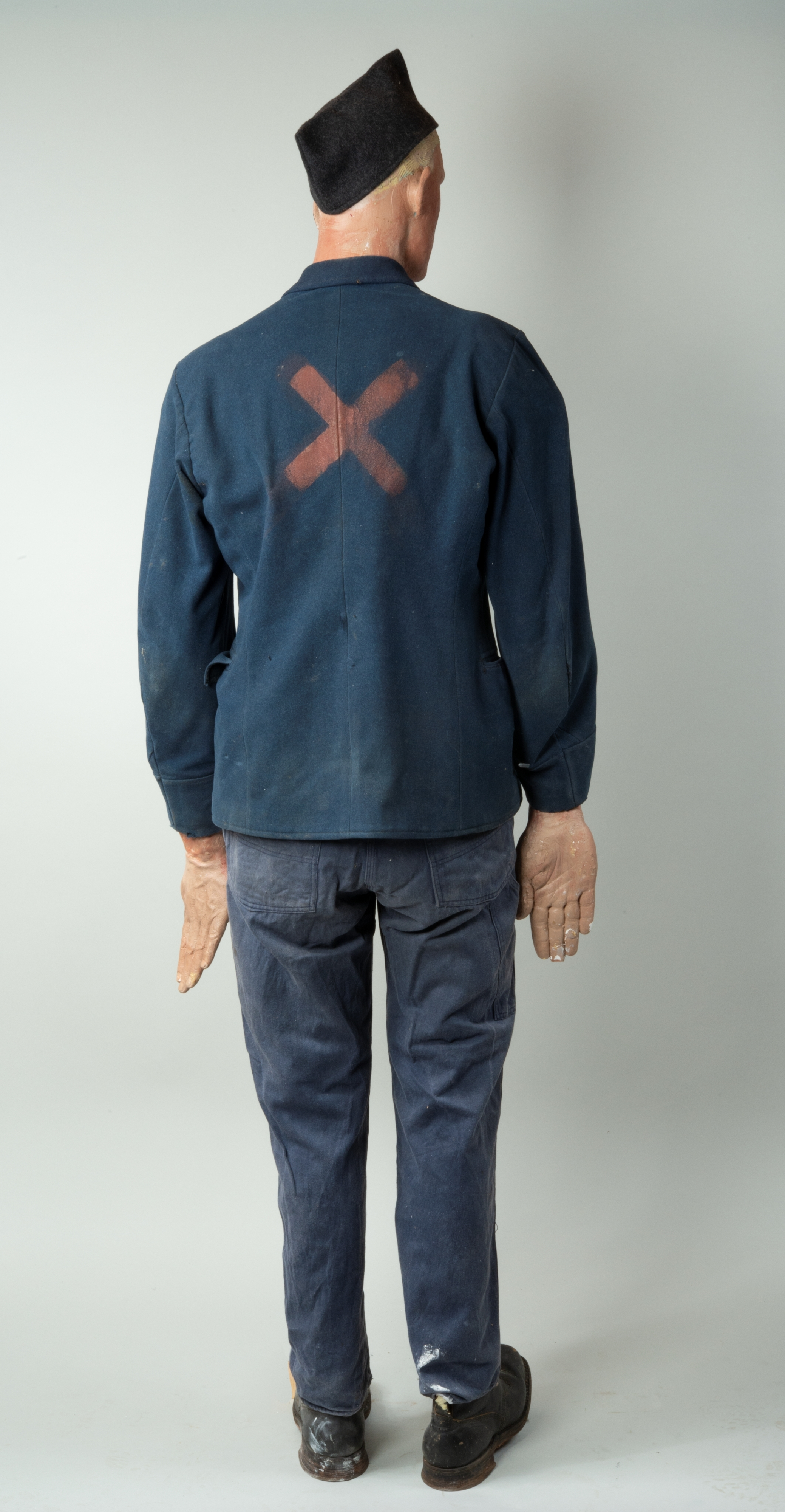
Die Häftlingsuniform im Grini fangeleir

Nic. Stang verabschiedete sich 1945 mit einer Klassischen Mythologie von der Philologie; von nun an widmete er sich der Kunstgeschichte und den gegenwärtigen gesellschafts- und kulturpolitischen Problemen.
Noch während der Besatzungszeit wurde Nic. Stang Mitglied im Kulturausschuss der Hjemmefronten, der die Befreiung des norwegischen Rundfunks (Norsk rikskringkasting) (NRK) vorbereitete. Unter der Leitung des entlassenen NRK-Direktors Olav Midttun beteiligten sich dessen ehemalige Mitarbeiter und Aussenstehende wie Frits von der Lippe, Odd Hølaas und Stang am 8. Mai 1945 an der Übernahme des Sendegebäudes in Marienlyst. Nic. wurde Programmassistent und Sprecher und schilderte bis in den Sommer in einer Reihe unvergesslicher Berichte die Atmosphäre im befreiten Oslo.

### „Neuer Kollektivismus“
Nun konnte auch die Demokratische Wiedergeburt als Buch erscheinen, gefolgt von einem weiteren über den Zeitwandel in Malerei und Belletristik. Die beiden Bände „strahlen Optimismus und Vertrauen in kollektive Lösungen aus und etablierten Stang als zeitgenössischen Kommentator.“ Nic. Stang forderte eine „neue mittelalterliche Gesellschaft“ mit deutlichem Bewusstsein für den jeweiligen eigenen Stand und sozialen Normen, die eine Zusammenarbeit zum Wohle der ganzen Nation ermöglichen würden. Durch diese neue Gesellschaftsethik sollte der „bürgerlich-kapitalistische Individualismus“, der sich im 18. Jahrhundert breit gemacht hatte, überwunden werden. 
Die bildende Kunst würde zukünftig von der Monumental- und Freskomalerei im öffentlichen Auftrag beherrscht werden und eine neue kollektive Symbolsprache entwickeln. Die Literatur würde sich vom individualistischen psychologischen Roman abwenden. Sie würde auf ein großes, gut gebildetes, aber „geistig unterernährtes“ Publikum treffen, das nicht zu unterhalten, sondern mit anspruchsvollen Themen zu bilden wäre.
„Ein Großteil seiner Analyse der Literatur beruhte auf der Annahme, dass die ‚wahre‘ Poesie und nicht das Triviale die neue kollektive Symbolsprache zum Ausdruck bringen konnte; heute würden wir wahrscheinlich sagen, dass gerade die Populärkultur die kollektive Symbolsprache der neuen mittelalterlichen Gesellschaft zu tragen scheint, so wie es die ungebildete ‚Volkskultur‘ in den vorangegangenen Jahrhunderten getan hatte.“

### Chefredakteur von Vinduet

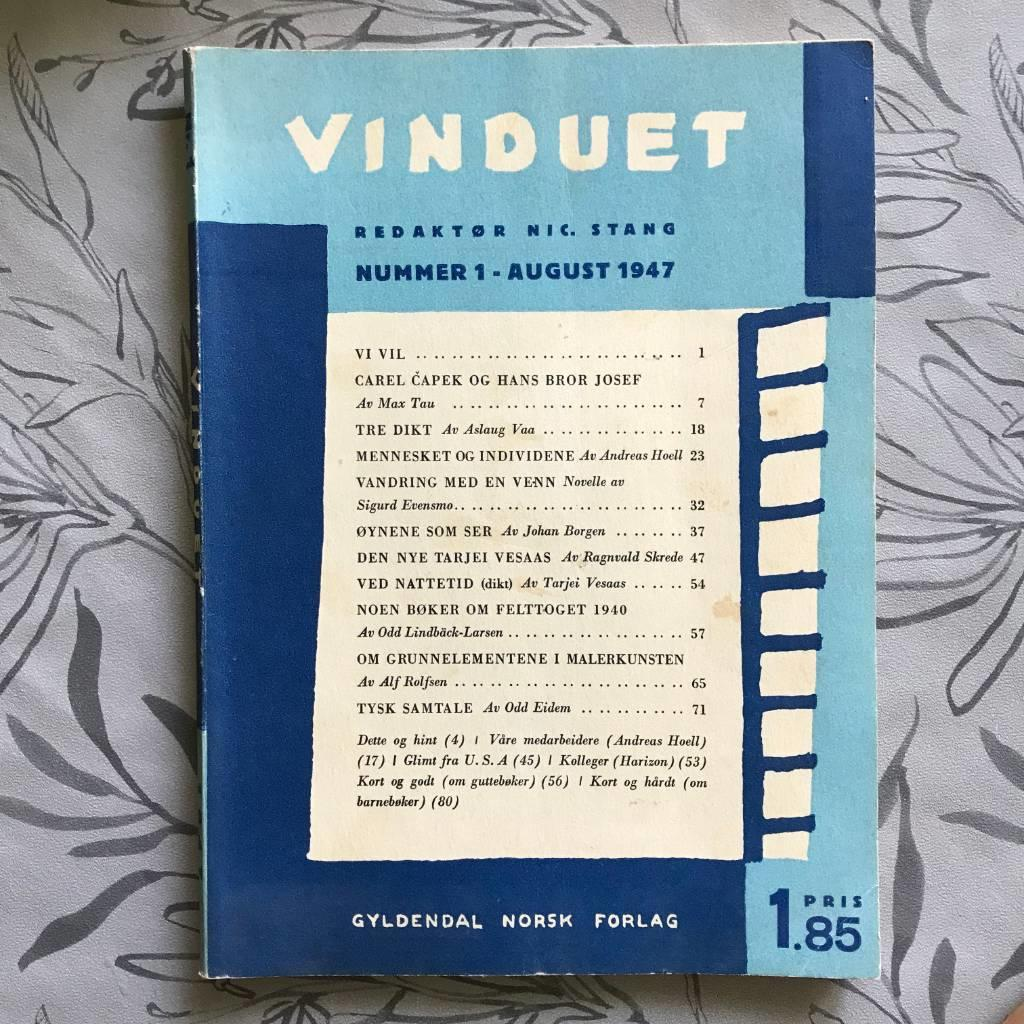
Erstausgabe der Zeitschrift Vinduet (Nr. 1 1947)

Auf Vorschlag von Francis Bull wurde Nic. Stang von Harald Grieg zum Chefredakteur von Gyldendals Neugründung Vinduet - Tidsskrift for litteratur ernannt. Die literarische Monatszeitschrift ging 1947 mit guter Ausstattung und einem großzügigen Budget an den Start, und Stang bemühte sich fünf Jahrgänge lang sehr um die Förderung junger Autoren wie Jens Bjørneboe und Finn Bjørnseth und Kritiker wie Asbjørn Aarnes.
Im ersten Leitartikel kündigte Nic. Stang „eine neue Periode in der Geschichte des norwegischen Geisteslebens“ an. Die Autoren der Zeitschrift äußerten sich dem entsprechend optimistisch. Stang sorgte für die Öffnung des Fensters (was Vinduet auf deutsch bedeutet): „Reisebriefe, Theaterbriefe, Berichte aus dem großen Parnass, vorzugsweise dem nordischen, prägen daher die ersten Jahre der Zeitschrift. Stang selbst schrieb pointierte Artikel zur Literatur- und Kunstpolitik, gegen Bürokratie und Papierknappheit, für zeitgenössische Kunst und ‚wahre‘ Literatur.“
Doch die großen Erwartungen wurden enttäuscht. Die neue pädagogische Literatur ließ auf sich warten und eine rege literarische Debatte zwischen den Autoren fand nicht statt. „In den 1940er und 1950er Jahren gab es in Norwegen kein Umfeld oder Interesse am literarischen Text: Literatur war ‚Poesie‘, und von den Dichtern wurde ‚Größe‘ erwartet.“ Die Qualität der Zeitschriftenbeiträge konnte nicht gehalten werden, und Harald Grieg beschloss, vom monatlichen zum vierteljährlichen Erscheinen überzugehen. Schließlich resignierte der Chefredakteur: „Die neue norwegische Belletristik […] hat in den sechs Nachkriegsjahren kein goldenes Zeitalter erlebt“, schrieb Stang in seinem Abschiedsleitartikel im Dezember 1951. „Wir sind auf den Stümpfen der Zwischenkriegszeit gelaufen.“ (zitiert bei).

### Quattrocento

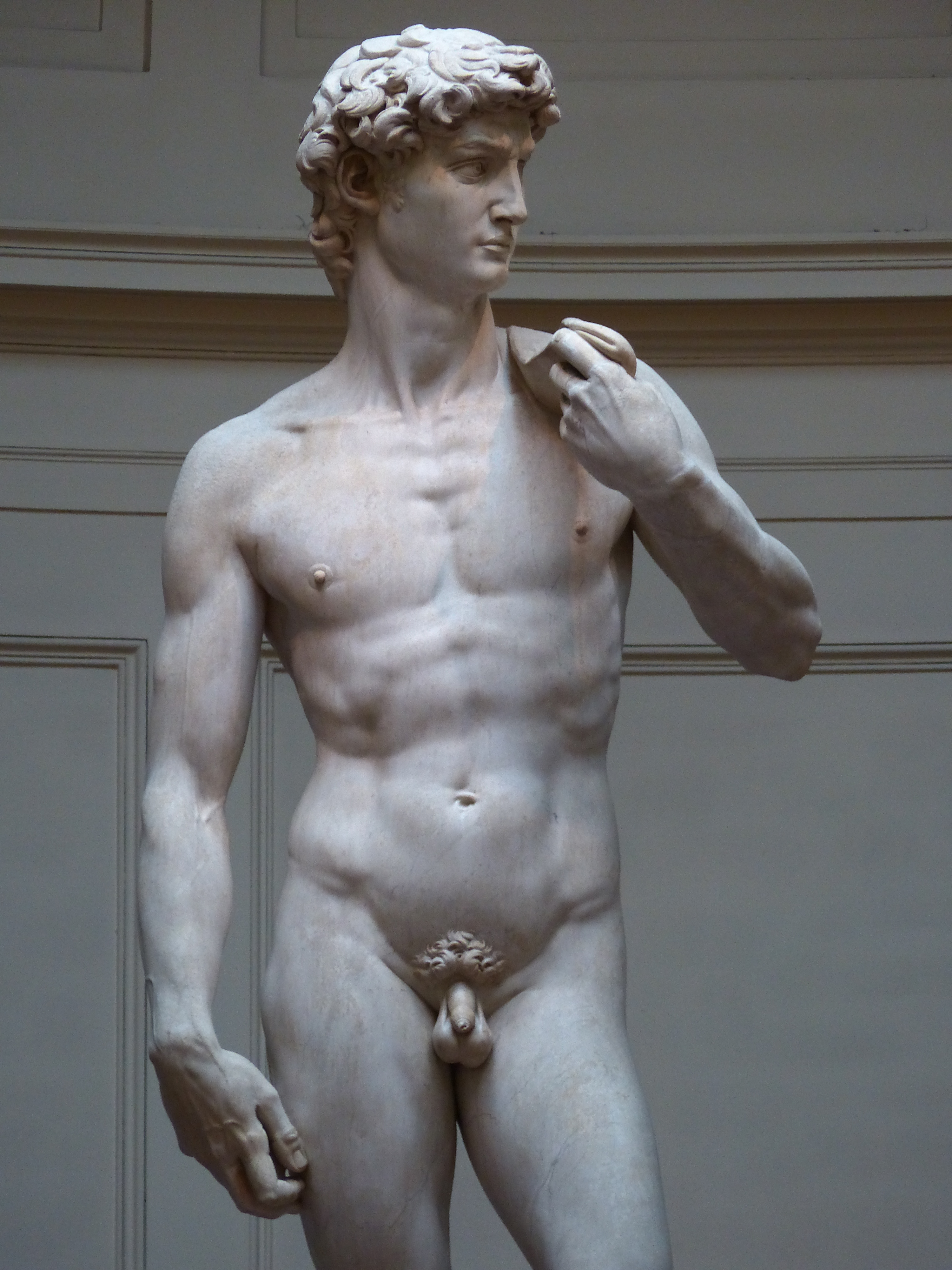
Die republikanische Regierung von Florenz errichtete 1504 den David als Symbol der bürgerlichen Freiheit

Die 1941 mit der Stilgeschichte begonnene gemeinsame Arbeit des Ehepaares Stang intensivierte sich in den Nachkriegsjahren. 1949 gaben sie eine überarbeitete Neuausgabe von Jens Thiis‘ Werk über
Leonardo da Vinci heraus. Beide beschäftigten sich intensiv mit der italienischen Renaissance des 15. Jahrhunderts (dem Quattrocento) und unternahmen in den Jahren 1951–1952, 1953 und 1957–1958 Studienreisen nach Italien. 
Mehr als zwanzig Jahre nach dem Erwerb des Magistergrads promovierte das Ehepaar Stang, und zwar gewissermaßen gemeinsam. Die Dissertation von Nic. Stang Kunstens vilkår i borgerrepublikken (Die Bedingungen der Kunst in der Bürgerrepublik) 1956 bildete den ersten, Ragnas Dissertation De store billedhuggere og borgerrepublikken (Die großen Bildhauer und die bürgerliche Republik) 1959 den zweiten Band des unter dem Titel Livet og kunsten i ungrenessansens Firenze (Leben und Kunst im Florenz der Frührenaissance) gemeinsam herausgegebenen Werkes. Das Werk der beiden Autoren wurde, obwohl es ein für die Kunstgeschichte zentrales Thema umfassend behandelt, noch nicht in eine internationale Sprache übersetzt. Es erhielt jedoch unter nordischen Kunsthistorikern große Anerkennung.
Nic. Stang identifizierte in seinem Text die schöpferische Toleranz, die Aufmüpfigkeit und das Freiheitsgefühl des städtischen Bürgers, aber auch die voll entfaltete Geldwirtschaft, als materielle Voraussetzungen für die künstlerische Erneuerung in dieser Zeit. „Es ist keine Übertreibung zu sagen, dass Kunstens vilkår das bedeutendste kunsthistorische Werk der marxistischen Forschung ist, das jemals in Norwegen veröffentlicht wurde.“
Florenz inspirierte Nic. auch zu seinem einzigen belletristischen Werk. 1959 erschien der „charmante Reisebericht“ Hverdag blant italienere (Das Alltagsleben der Italiener), von Chrix Dahl gefällig illustriert, in nur zwei Monaten verfasst, aber eine „reife Frucht seiner langjährigen Studien.“ Für seine Verdienste um die Stadt wurde Nic. Stang vom langjährigen Bürgermeister Giorgio La Pira bei einer Feier im Palazzo Vecchio die Goldene Ehrenmedaille der Stadt Florenz verliehen. Stang war auch Vorsitzender der Amici dell'Italia und 1963 Mitglied der norwegisch-italienischen Kulturkommission.

### Kritik und Politik

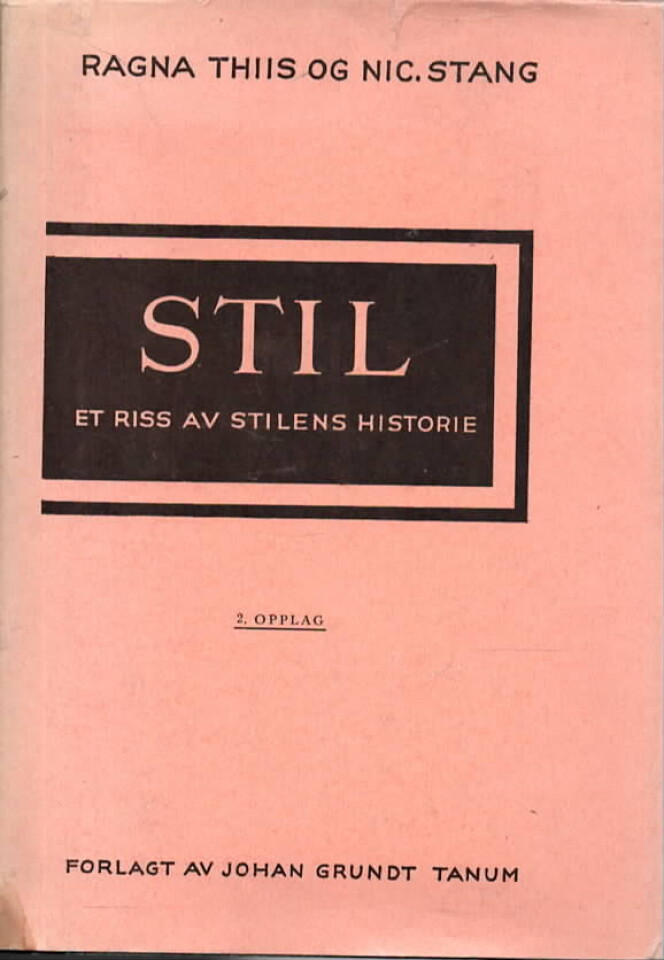
Ragna Thiis und Nic. Stang: Stil. (2. Auflage 1942)

Vor und nach Vinduet, nämlich 1945–1947 und 1952–1958, war Nic. Stang Mitarbeiter beim Arbeiderbladet und als Kolumnist und Kritiker tätig. Während des Kalten Krieges hielt er beharrlich den Kontakt zu den osteuropäischen Ländern aufrecht, wo er vor allem in der DDR und in Bulgarien recht enge Freunde hatte. Obwohl er keine Illusionen über den Kommunismus hegte und die sowjetapologetische Absicht hinter der „internationalen Friedensarbeit“ durchschaute, setzte er sich – auch im offiziellen Rahmen – für die Aufrechterhaltung des kulturellen Kontakts über den Eisernen Vorhang hinweg ein. Er war Vorsitzender der Norwegisch-Bulgarischen Vereinigung und Mitglied im norwegischen Komitee für die Anerkennung der DDR und im Komitee für die Rostocker Biennale. Die Stadt Rostock, in der er während eines Besuchs der Ostseewoche starb, benannte nach seinem Tod eine Straße im Neubaugebiet Evershagen nach ihm (die seit 1992 Strindbergstraße heißt).
Nic. Stangs internationale Kontakte kosteten ihm schließlich die Stellung beim Arbeiderbladet, und seit 1957 publizierte er im Dagbladet, wo er über alles schreiben konnte – Kunst, Literatur, Politik – und wo er auch sein Engagement gegen NATO und Atomwaffen, für Frieden und Anerkennung der DDR zum Ausdruck bringen durfte. Seine Ablehnung der NATO wurde von der Tageszeitung Orientering, die 1952 vom linken Flügel der Arbeiderpartiet gegründet worden war, geteilt, und als Konsequenz wurde Nic. 1959 Redaktionsmitglied und blieb es bis 1965.
Als in der Arbeiterpartei die Diskussion über den Ausschluss von Parteimitgliedern, die in den Osten gereist waren, eskalierte, traten die Anhänger der Orientering aus und gründeten 1961 die Sosialistisk Folkeparti (SF) (Sozialistische Volkspartei). Nic. Stang vertrat 1964–1967 die neue Partei im Osloer Schulrat: die einzige politische Funktion, die er jemals innehatte.
In den 1950er und 1960er Jahren führte das Ehepaar Stang ein gastfreundliches Haus auf Bygdøy, das zu einem regelmäßigen Treffpunkt für Künstler, Wissenschaftler und Intellektuelle wurde. Finn Gustavsen, einer der Gründer der SF, hat in seinen Memoiren ein lebendiges Bild davon gezeichnet, wie zentral dieser Treffpunkt für die Linke dieser Jahre war. Das Haus „verströmte eine Mischung aus Häuslichkeit und Frivolität, aus zwei Dienstmädchen in Schürzen und nächtlichen Debatten (Brandy Special und Soda) über alles Mögliche, von der Todesstrafe und der NATO bis hin zur Osterunruhe und Parteispaltung.“

### Letzte Jahre

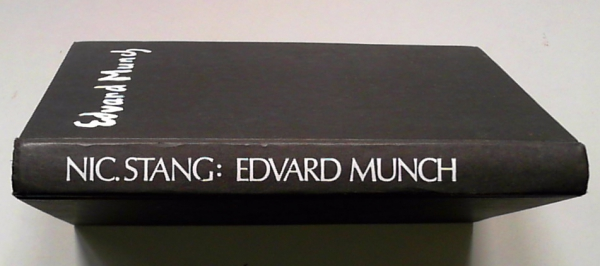
Nic. Stang: Edvard Munch. 1971

In den 1960er Jahren widmete sich das Ehepaar Stang den norwegischen Künstlern Edvard Munch und Gustav Vigeland. Unter Ragnas Namen erschienen mehrere Studien über diese beiden, wobei sie von ihrem Ehemann maßgeblich unterstützt wurde. Bei einem Buch über Munch war es umgekehrt: Hier besorgte Ragna nur die Auswahl der Bilder. Kurz vor Nics Tod fertiggestellt, erschien es posthum, war sehr erfolgreich und kam in deutscher Übersetzung sowohl in der DDR als auch in einem Westverlag heraus.
Für Nic. Stang waren seine letzten Lebensjahre in vielerlei Hinsicht schwierig. Er wurde öfters krank und hatte chronische Herzprobleme. Seine einzige feste Anstellung war die Beratertätigkeit beim Verlag Tanum, der damals seine Tätigkeit stark einschränkte. Ein unbefristeter Vertrag mit dem Dagbladet verpflichtete ihn zu einem Artikel wöchentlich. Er hatte eine Zeitlang Vorlesungen an der Universität gehalten, die aber nicht zu einer akademischen Anstellung geführt hatten.
Er erhielt öffentliche Anerkennung durch ein Statsstipendiat (als einer unter rund 20 Empfängern), das ihm seit 1964 ein sicheres regelmäßiges Einkommen verschaffte.
Trotz seiner angeschlagenen Gesundheit kam sein Tod „plötzlich und unerwartet“. Der Nachruf im Arbeiderbladet würdigte die Vielfalt seines Werks „von der klassischen Wissenschaft bis zur Volksbildung, von Essays bis zum Journalismus“, seine anregende Wirkung „wie ein altmodischer Schulmeister, der sein umfangreiches Wissen sanft und lehrreich in der lockeren Form eines Gesprächs verteilte“, und seine „tief verwurzelte humanistische Haltung“.

## Ehrungen
- Cittadino di Firenze (Goldene Ehrenmedaille der Stadt Florenz), 1961[6]
- Statsstipendiat, 1964[13]
- Medaille für Kämpfer gegen den Faschismus 1933 bis 1945[7]
- Dr. Nic. Stang-Straße in Rostock, 1972–1989[6] (heute Strindbergstraße)[14]

## Werke (Auswahl)
(Quelle:)

### Als Verfasser
- Mit Eirik Vandvik: Så er sagt. (So, das war's.) (Buchserie, mit Bänden u. a. über Herodot, Thukydides, Plutarch, Cicero.) J. G. Tanum, Oslo 1935–1936.
- Mit Christian Killengreen: Deutsches Lesebuch für die Mittelschule. Deutschland – unsere Wohnung. Aschehoug, Oslo 1937.
- Mit August Lange: 6000 år verdenshistorie for den høgre skolen. (6000 Jahre Weltgeschichte für die Höhere Schule.) J. G. Tanum, Oslo 1939. Neuausgabe 1952.
- Mit Ragna Thiis Stang: Stil. Et riss av stilens historie. (Stil. Eine Skizze zur Geschichte des Stils.) J. G. Tanum, Oslo 1941. Neuauflage 1963.
- Mit Ragna Thiis Stang: Italiensk renessansekunst i bilder med tekst. (Italienische Renaissancekunst in Bildern mit Text.) J. G. Tanum, Oslo 1944.
- Demokratisk gjenfødelse. Tanker om aktuelle samfunnsproblemer. (Demokratische Wiedergeburt. Gedanken zu aktuellen sozialen Fragen.) J. G. Tanum, Oslo 1945.
- Klassisk mytologi. (Klassische Mythologie.) J. G. Tanum, Oslo 1945.
- Tidskifte i maleri og skjønnlitteratur. (Zeitwandel in Malerei und Belletristik.) J. G. Tanum, Oslo 1946.
- Jens Thiis: Leonardo da Vinci i florentinertiden. Leonardo og Verrocchio. Helligtrekonger. (Leonardo da Vinci in der florentinischen Epoche. Leonardo und Verrocchio. Epiphanie.) Neuausgabe mit Zusätzen von Nic. und Ragna Thiis Stang. Gyldendal, Oslo 1949 (Digitale Version).
- Mit Hjalmar Helgesen: Skattkista. konversasjonsleksikon for skole og hjem. (Schatzkiste. Konversationslexikon für Schule und Heim.) 4 Bände. J. G. Tanum, Oslo 1951–1953.
- Kunstens vilkår i borger-republikken.(Die Bedingungen der Kunst in der Bürgerrepublik.), Dissertation 1956. Zugleich Band 1 von Nic. und Ragna Stang: Livet og kunsten i ungrenessansens Firenze. (Leben und Kunst im Florenz der Frührenaissance.) J. G. Tanum, Oslo 1960.
- Hverdag blant italienere. (Das Alltagsleben der Italiener.) (Illustriert von Chrix Dahl.) Aschehoug, Oslo 1959.
- Edvard Munch. (Bildredaktion von Ragna Thiis Stang.) J. G. Tanum, Oslo 1971.
  - Deutsche Übersetzung von Gertrud Brock-Utne: J. G. Tanum, Oslo 1972 • VEB Verlag der Kunst, Dresden 1977 • Ebeling, Wiesbaden 1981.

#### Unveröffentlichte Manuskripte
- Ciceros gjengivelse av gresk filosofisk terminologi. (Ciceros Wiedergabe der griechischen philosophischen Terminologie.) Antwort auf eine Preisfrage der Philosophischen Fakultät. 2 Bände 1936.
- Råstoffenes historie. (Eine Geschichte der Rohstoffe.) 1937–1941.

### Als Übersetzer
- Claude Tillier: Onkel Benjamin. (Mon oncle Benjamin.) (Illustriert von Ulf Aas.) J. G. Tanum, Oslo 1950.
- Carlo Còccioli: Himmel og jord. (Il ciello e la terra.) J. G. Tanum, Oslo 1952.
- Carlo Còccioli: Et spill om kjærlighet. (Il giuoco.) J. G. Tanum, Oslo 1954.
- François Mauriac (Hrsg.): Pascal. (Les pages immortelles de Pascal.) Gyldendal, Oslo 1954.
- Thomas Mann: Døden i Venedig og andre noveller. (Der Tod in Venedig und andere Novellen.) Gyldendal, Oslo 1963. Neuauflage 1972.